# L'Amour sur béquilles
Pour plus de détails, voir Fiche technique et Distribution.
L'Amour sur béquilles (Lost and Found) est un film britannique réalisé par Melvin Frank, sorti en 1979.

## Fiche technique
- Titre original : Lost and Found
- Titre français : L'Amour sur béquilles
- Réalisation : Melvin Frank
- Scénario : Melvin Frank et Jack Rose
- Photographie : Douglas Slocombe
- Montage : Bill Butler (en)
- Musique : John Cameron
- Pays d'origine : Royaume-Uni
- Format : Couleurs - 1,85:1
- Genre : comédie
- Durée : 106 minutes
- Date de sortie : 1979

## Distribution
- George Segal : Adam
- Glenda Jackson : Tricia
- Paul Sorvino : Reilly
- Maureen Stapleton : Jemmy
- Martin Short : Engel
- Ken Pogue : Julian
- John Cunningham : Lenny
- Leslie Carlson : Jean-Paul
- John Candy : Carpentier
- Lois Maxwell : English Woman
- Barbara Hamilton : Mme Bryce
- Cec Linder : Mr Sanders